# Salida de misa de doce del Pilar de Zaragoza
Salida de misa de doce del Pilar de Zaragoza lub Salida de la misa de doce de la Iglesia del Pilar de Zaragoza (pl. Wyjście z południowej mszy w Kościele Matka Bożej z Kolumny w Saragossie)  – czarno-biały, niemy film Eduarda Jimeno Correas i jego ojca, Eduarda Jimeno Peromarta, nakręcony w Saragossie 11 października 1896 roku. Uznawany za pierwszy hiszpański film.
Film przedstawia ludzi opuszczających kościół po zakończonej mszy, nieświadomych obecności kamery. Został nakręcony z podwyższenia (być może z balkonu po drugiej stronie ulicy). Tydzień później, 18 października 1896, twórcy filmu nakręcili w tym samym kościele podobny obraz – Salidas y saludos; jako powód jego powstania podaje się albo popularność filmu Salida de misa... albo fakt, że pierwszy film wyszedł odrobinę zbyt ciemny.
Kopia filmu zachowała się do dzisiaj – w 1996 roku został odrestaurowany przez filmotekę w Saragossie.